# Bulgaria 1300
Interkosmos 22 nebo Bulgaria 1300 či Interkosmos-Bulgaria 1300, (bulharsky Интеркосмос-22, България-1300, Интеркосмос-България-1300, rusky Интеркосмос 22, Интеркосмос-Болгария-1300) je bulharská vědeckovýzkumná družice, určená k registraci ionosférického plazmatu, toku vysokoenergetických částic, elektrického a magnetického pole a světla noční oblohy, vypuštěná 7. srpna 1981 v rámci programu Interkosmos na počest 1300. výročí založení bulharského státu sovětskou kosmickou raketou Vostok-M.

## Další údaje
Byla vypuštěna ze sovětského kosmodromu Pleseck s pomocí rakety Vostok-2M. Má hmotnost 1500 kg. Je vedena jako Interkosmos 22, v evidenci COSPAR pod číslem 1981-075A. Je stále na oběžné dráze Země.